# هانتيغتون (ماساتشوستس)
هانتيغتون (بالإنجليزية: Huntington, Massachusetts)‏ هي بلدة أمريكية تقع في الولايات المتحدة في مقاطعة هامبشاير (ماساتشوستس). يقدر عدد سكانها بـ 2,180 نسمة ومساحتها 69.7 كم2 وترتفع عن سطح البحر 116 متر.

## أعلام
- تشارلز نيفيل
- لويس بي. ألين